# جلال حسن
جلال حسن هاشم هو لاعب كرة قدم عراقي وقائد المنتخب العراقي لكرة القدم، يلعب للمنتخب الوطني العراقي ونادي الزوراء الرياضي كحارس مرمى. بدأ مسيرته الرياضية عام 2009 مع نادي كربلاء.

## الجوائز والإنجازات

### الجماعية
العراق
- كأس الخليج العربي (1): 2023

## روابط خارجية
- جلال حسن على موقع قاعدة بيانات كرة القدم.إي يو (الإنجليزية)
- جلال حسن على موقع ناشيونال فوتبول تيمز (الإنجليزية)
- جلال حسن على موقع Soccerway.com (الإنجليزية)